# Куикстеп
Куикстепът е международен стил бален танц. Един от стандартните танци, заедно с
английския и виенски валсове, тангото и фокстрота.
За година на създаването му се счита 1923 г. До 20-те години на миналия век оркестрите изпълнявали фокстрот в темпо около 50 такта за минута. Скоро обаче те започнали да изпълняват фокстрота в по-бързо темпо, преминавайки от отностително спокойния в музикално отношение 19 век към бързата музика на 20 век. Умеещите да танцуват фокстрот обаче вече не успявали да танцуват със заучените от тях движения и се наложило да се измислят нови. В програмите започнали да предупреждават любителите на „сегашния фокстрот“, че ще се изпълнява „quick-time-foxtrot“, понякога „quick-time-steps“ и, накрая останало краткото – „quickstep“. „Старият фокстрот“ бил осъвременен – в него били добавени елементи от популярните по това време танци – „Shimmy“ и „Black bottom“.
Съвременните движения на куикстепа, въпреки че първоначално са произлезли от фокстрота, сега значително се различават. Куикстепът заиствал фигури от съществуващите по това време стандартизирани модерни танци, като ги модифицирал и адаптирал за изпълнение върху суингова музика с темпо 200 удара в минута. Куикстепът се характеризира с ритъма „бавно, бавно, бързо, бързо“ (slow, slow, quick, quick). Негова особеност са бързите, къси стъпки с разнообразно издигане и спускане.